# Thomas Brückel
Thomas Brückel (* 19. Juli 1957 in Leonberg) ist ein deutscher Physiker und Hochschullehrer.

## Werdegang, Forschung und Lehre
Brückel studierte an der Eberhard Karls Universität Tübingen. 1988 promovierte er dort zum Dr. rer. nat., sechs Jahre später habilitierte er an der Württembergischen Hochschule. 1995 erhielt er an der Universität Hamburg die Venia legendi für Kristallographie. 1997 folgte er einem Ruf der RWTH Aachen und besetzte dort den Lehrstuhl für Experimentalphysik. In dieser Funktion war er auch am Forschungszentrum Jülich über die Kooperation in Form der Jülich-Aachen Research Alliance tätig. Dort leitete er das Jülich Centre for Neutron Science, das unter anderem mit der Europäischen Spallationsquelle zusammenarbeitete.
Brückels Schwerpunkte liegen im Bereich von Neutronenstreuung, Nanomagnetismus und Elektronensystemen, dabei betreibt er Grundlagenforschung zu Quanten-, Nano- und Funktionsmaterialien.